# Estación Recalde
Recalde es la estación ferroviaria de la localidad del mismo nombre, en el partido de Olavarría, Provincia de Buenos Aires, Argentina.

## Servicios
Es una estación que pertenece al Ferrocarril General Roca, que tiene la característica de ser parte de dos ramales, uno entre General Alvear y Pigüé; y el otro entre Bolívar, General La Madrid y Pringles.
No presta servicios de pasajeros. Sus vías están concesionadas a la empresa de cargas FerroExpreso Pampeano S.A.

## Toponimia
Debe su nombre a Damián Recalde, quien fuera dueño de las tierras en las que fue emplazada la estación.